# Egrestelep
Egrestelep (románul: Acriș) falu Romániában, Erdélyben, Brassó megyében.

## Története
Egrestelep korábban Bodzavám, majd Keresztvár része volt, innen vált külön, majd 1956-ban levált belőle Crivina is, mely utóbb Bodzavám része lett.
1910-ben 339 lakosa volt, melyből 327 román, 12 magyar volt. 1992-ben 1056 lakosából 1001 román volt.